# Кировский (Приморский край)
Ки́ровский — посёлок городского типа в России, административный центр Кировского района Приморского края.
Население — 7790 чел. (2024).
Расстояние по автодороге до города Владивостока — 322 км.

## История
Свою историю Кировский начинает с селения с названием Романовка (1866 г.), затем Нижнее-Романовка (1877 г.), но официальной датой рождения считается 28 августа 1891 года, день Успения Пресвятой Богородицы, в честь которой и было названо село. В октябре 1939 году село было переименовано в рабочий посёлок Кировский. К тому времени в селе насчитывалось 12 дворов, к которым именно в этот день добавилась большая группа переселенцев из Черниговской и Полтавской губернии. В 1906 году в этих местах побывал В. К. Арсеньев и описал село так:
…Село Успенка — довольно большое село, 200—300 домов с 2000-3000 жителей. Успенка — это волость. Здесь есть: почтовое отделение, дом умалишённых, двухклассное училище со 160 учениками, общественная библиотека, отделение крестьянского банка. Главное занятие жителей — рыболовство и охота, пчеловодство. Хлебопашеством жители занимаются очень мало, лишь настолько, чтобы обеспечить себя хлебом до будущего года, кроме того, каждый человек возделывает себе небольшой огород, сбор с него всех продуктов, равно арбузов и дынь, только для личного своего употребления. Молодёжь ходит в отхожие промыслы и на заработки на железную дорогу и в город. В Успенке четыре паровые мельницы, принадлежащие крестьянам, и в окрестностях села по одной такой же мельнице…" 
Село располагалось на левом нагорном берегу Уссури, в 18 верстах от ближайшей станции Шмаковка. В ней стояла церковь, построенная 1897 году. В 1929 году она была разрушена. В самом здании церкви располагалась районная больница, затем жилой дом. После пожара в 1980-х годах его снесли. Успенка тех лет считалась зажиточным селом. Но Первая мировая война, Октябрьская социалистическая революция и Гражданская война помешали дальнейшему её развитию. Всё взрослое население было втянуто в боевые действия. Народ нищал, приходило в упадок хозяйство. Классовая борьба была особенно острой в период коллективизации. Несмотря на тяжёлое время и противодействие актива численность населения неуклонно росла. В 1927 году была построена большая 2-х этажная школа крестьянской молодёжи. В послевоенное время в этом здании располагался детдом и военкомат. Снесено здание в 2023 году. До Великой Отечественной Войны были сформированы новые предприятия такие как Совхоз, Мехлесхоз, Льно-отделочный комбинат и т.д. 
О боевых подвигах кировчан в Великой Отечественной свидетельствуют их боевые награды. Четырьмя боевыми орденами были награждены: фронтовой разведчик Н. Чащевой, командир стрелкового взвода А. Статинов. Боевых наград удостоены сотни земляков. Оставшиеся в тылу с первых дней войны активно включились в помощь фронту, увеличивались посевные площади, повышалась урожайность сельхозкультур. Основной груз лёг на женские плечи: женщины трудились на лесозаготовках, работали в поле, на ферме, водили трактора и комбайны. Кировчане активно участвовали в создании фонда обороны страны, собирали деньги на постройку танковой колонны «Приморский комсомолец», бомбардировщиков «Советское Приморье», собирали тёплые вещи и посылки для воинов.
В 1972 году были построены сельское профтехучилище, больничный комплекс, новое здание школы № 1 (1980 г.), музей (1985 г.), районный дом культуры (1986 г.), автовокзал, жилые многоэтажные дома, административные здания, мост через реку Уссури (1991 г.), соединивший зареченскую зону с районным центром.

## Климат
Кировский находится в муссонной дальневосточной области умеренного климатического пояса. 
Согласно руководящим указаниям Всемирной метеорологической организации, необходимо рассчитывать две климатические нормы, при условии наличия данных: климатологическую стандартную и опорную. Климатологическая стандартная норма обновляется каждые десять лет, опорная норма охватывает период с 1961 г. по 1990 г..
- Среднегодовая температура воздуха — 3,8 °С
- Абсолютный максимум равен 37,8 °С[4]
- Абсолютный минимум достигает -43,6 °С[4]
- Относительная влажность воздуха — 68,9 %[источник не указан 680 дней]
- Средняя скорость ветра — 2,1 м/с[4].

| Показатель                            | Янв.  | Фев.  | Март | Апр. | Май  | Июнь | Июль | Авг. | Сен. | Окт. | Нояб. | Дек.  | Год |
| ------------------------------------- | ----- | ----- | ---- | ---- | ---- | ---- | ---- | ---- | ---- | ---- | ----- | ----- | --- |
| Средняя температура, °C               | −18,7 | −13,7 | −4,1 | 6,2  | 13,5 | 18,4 | 21,8 | 21,0 | 15,0 | 6,6  | −4,7  | −15,6 | 3,8 |
| Норма осадков, мм                     | 15    | 14    | 30   | 39   | 77   | 82   | 120  | 104  | 78   | 61   | 35    | 23    | 678 |
| Источник: ФГБУ «Гидрометцентр России» |       |       |      |      |      |      |      |      |      |      |       |       |     |

| Показатель                                                                   | Янв.  | Фев.  | Март | Апр. | Май  | Июнь | Июль | Авг. | Сен. | Окт. | Нояб. | Дек.  | Год |
| ---------------------------------------------------------------------------- | ----- | ----- | ---- | ---- | ---- | ---- | ---- | ---- | ---- | ---- | ----- | ----- | --- |
| Средняя температура, °C                                                      | −19,1 | −14,6 | −4,5 | 7,0  | 13,1 | 18,0 | 21,7 | 21,8 | 14,7 | 6,2  | −5,3  | −15,2 | 3,8 |
| Источник: World Climate. www.worldclimate.com. Дата обращения: 16 июля 2020. |       |       |      |      |      |      |      |      |      |      |       |       |     |

## Население
| 1897  | 1900  | 1912    | 1915  | 1926  | 1939  | 1959  |
| ----- | ----- | ------- | ----- | ----- | ----- | ----- |
| 744   | ↗1101 | ↗1733   | ↗2168 | ↗2534 | ↗3650 | ↗6147 |
| 1970  | 1979  | 1989    | 2002  | 2005  | 2009  | 2010  |
| ↗8170 | ↗8611 | ↗10 662 | ↘9698 | ↘9600 | ↘9480 | ↘9057 |
| 2011  | 2012  | 2013    | 2014  | 2015  | 2016  | 2017  |
| ↘9034 | ↘8813 | ↘8675   | ↘8510 | ↘8439 | ↘8368 | ↗8370 |
| 2018  | 2019  | 2020    | 2021  | 2023  | 2024  |       |
| ↘8215 | ↘8127 | ↘8106   | ↘8033 | ↘7806 | ↘7790 |       |

Национальный состав Успеновки по данным переписи населения 1939 года: русские — 72,3 % или 2637 чел., украинцы — 25,4 % или 927 чел.
Гендерный состав
По переписи 2002 года 47,7 % мужчин и 52,3 % женщин.

## Предприятия
Основные предприятия поселка: СХПК «Кировский», ООО «Кировсклес».